# Sara Walzik
Sara Walzik (* 18. April 1987 in Erlangen) ist eine deutsche Handballspielerin.

## Leben
Die 1,64 m große, auf der Position des Linksaußen spielende, Studentin stand zwischen 2005 und 2009 beim Bundesligisten 1. FC Nürnberg unter Vertrag. Nach dessen Insolvenz, verbunden mit dem Abstieg nach der Saison 2008/2009, wechselte sie zum deutschen Rekordmeister Bayer Leverkusen. 2010 schloss Walzik sich dem Thüringer HC an. Zwei Wochen nach der Verpflichtung wurde der Vertrag einvernehmlich aufgelöst. Daraufhin schloss Walzik sich dem Aufsteiger SG BBM Bietigheim an. Im Sommer 2011 wechselte sie zum Drittligisten ESV 1927 Regensburg. Nach der Saison 2014/15 legte sie eine Pause ein. Im Februar 2016 gab sie ihr Comeback beim ESV 1927 Regensburg. Seit dem Sommer 2016 läuft Walzik für den HC Erlangen auf.
Sara Walzik absolvierte 34 Spiele für die deutsche Nationalmannschaft, ihr Länderspieldebüt hatte sie am 3. März 2007 in Riesa gegen die Niederlande. Ihre Teilnahme an der Handball-Weltmeisterschaft der Frauen 2009 in China sagte sie einen Tag vor dem Abflug verletzungsbedingt ab.

## Erfolge
- Nationalmannschaft
  - 4. Platz Europameisterschaft 2008
- 1. FC Nürnberg
  - Deutscher Meister 2007, 2008